# Östra Kallfors
Östra Kallfors är en bebyggelse i Södertälje kommun i Stockholms län. Orten har vuxit fram under 2000-talet som ett villaområde drygt 1,5 kilometer norr om Järna och denna tätort är av SCB namnsatt till Östra Kallfors. 2018 växte tätorterna Östra Kallfors samman med tätorten Kallfors och denna tätort avregistrerades.  

## Befolkningsutveckling
| Befolkningsutvecklingen i Östra Kallfors (T0428) 2005–2015                         | Befolkningsutvecklingen i Östra Kallfors (T0428) 2005–2015 | Befolkningsutvecklingen i Östra Kallfors (T0428) 2005–2015 | Befolkningsutvecklingen i Östra Kallfors (T0428) 2005–2015 | Befolkningsutvecklingen i Östra Kallfors (T0428) 2005–2015 |
| ---------------------------------------------------------------------------------- | ---------------------------------------------------------- | ---------------------------------------------------------- | ---------------------------------------------------------- | ---------------------------------------------------------- |
|                                                                                    |                                                            |                                                            |                                                            |                                                            |
| År                                                                                 |                                                            |                                                            | Folkmängd                                                  | Areal (ha)                                                 |
| 2005                                                                               | 2005                                                       |                                                            | 129                                                        | 11#                                                        |
| 2010                                                                               | 2010                                                       |                                                            | 386                                                        | 34                                                         |
| 2015                                                                               | 2015                                                       |                                                            | 465                                                        | 47                                                         |
| Anm.: Ny småort 2005, ny tätort 2010. Sammanvuxen med Kallfors 2018. # Som småort. |                                                            |                                                            |                                                            |                                                            |